# Bionda fragola (film 1980)
Bionda fragola è un film del 1980, scritto, diretto e interpretato da Mino Bellei, tratto dalla sua omonima commedia, scritta nel 1976 e rappresentata per la prima volta a teatro nel 1979.

## Trama
Da tempo Antonio e il farmacista Domenico convivono. I due amanti condividono le spese e le faccende della casa.
Da tempo Antonio pensa ad altro e dichiara a Domenico di avere conosciuto un nuovo amico: si tratta di Adriano Velluto, fotomodello di spot pubblicitari, legato anche a Mathilde. Domenico finge di tollerare il trio, ma le sorprese non mancano.